# Catedral de Sant Sava
El Temple de Sant Sava (en sèrbi: Храм светог Саве o Hram svetog Save) és el temple ortodox més gran al món, a Belgrad, la capital de Sèrbia.
L'església està dedicada a Sant Sava, considerat fundador de l'Església Ortodoxa Sèrbia i una figura important de la Serbia medieval. Es construeix al municipi de Vračar, en la localització on es creu que les seves restes van ser cremades el 1595 per l'Imperi Otomà.
El 1895 es va construir la societat per iniciar les obres del temple, que van començar el 1984. El 2018 la cúpula de 181 metres, la cripta i l'estructura de l'edifici està acabada, però continuen els treballs de la nau central.
Té una capacitat per a 10.000 persones.